# José Peláez Bardales
José Antonio Peláez Bardales (Chachapoyas, 21 de agosto de 1946-Lima, 5 de febrero de 2024) fue un abogado, magistrado, jurista y político peruano. Fue fiscal de la nación del Perú, desde 2011 hasta 2014, y fiscal supremo del Ministerio Público desde 2005 hasta su cese en 2016.

## Biografía
Nació en la ciudad de Chachapoyas, ubicada en el departamento del Amazonas, el 21 de agosto de 1946. Fue hijo del abogado Mario Peláez Bazán, quien fue presidente del Tribunal de Garantías Constitucionales, y de Matilde Bardales Monsante. Tiene cuatro hermanos: Mario, Edmundo y María Luisa, y dos hermanos lamentablemente fallecidos: Mariano y Eduardo.
Egresó de la Universidad Nacional Mayor de San Marcos. Fue abogado desde 1973 y se inició en la magistratura como fiscal provincial desde el 26 de noviembre de 1981. Es decir, seis meses después de la creación de la institución como organismo constitucionalmente autónomo. Fue magíster en Derecho Penal por la Universidad Nacional Federico Villarreal, en 2004, y doctor en Derecho por la Universidad Nacional Federico Villarreal en 2006.

## Trayectoria política
Se inició en el ámbito político como candidato al Congreso de la República por el partido Solidaridad Nacional de Luis Castañeda Lossio en las elecciones parlamentarias del año 2000, sin embargo, no resultó elegido.
Fue fiscal supremo provisional de la Fiscalía Suprema de Control Interno desde el 5 de mayo de 2006 al 5 de febrero de 2007. También fue fiscal supremo provisional de la Fiscalía Suprema Penal Transitoria, desde el 23 de enero al 4 de mayo de 2006, y consejero del Consejo Directivo de la Academia de la Magistratura en 2011.
Ha sido fiscal supremo de la Fiscalía Suprema en lo Penal desde el 11 de junio de 2007 hasta el 11 de mayo de 2011. Se desempeñó como fiscal supremo en los procesos seguidos contra el expresidente Alberto Fujimori por los delitos de violación de derechos humanos, interceptación telefónica, congresistas tránsfugas y compra de tractores chinos. Se le dio el reconocimiento internacional como uno de los cien personajes de 2008, junto con Avelino Guillén, de la revista El País de España. Peláez también se caracterizó por su honesta trayectoria en las investigaciones de los casos de las masacres ocurridas en la Cantuta y en Barrios Altos.

### Fiscal de la nación
El 14 de abril de 2011, Peláez fue elegido como el nuevo fiscal de la nación en reemplazo de Gladys Echaíz y luego juramentó para asumir el cargo el 12 de mayo del mismo año.
En su condición de fiscal de la nación desempeñó los siguientes cargos:
- miembro del Consejo Nacional de Seguridad Ciudadana (Conasec)
- miembro de la Comisión de Alto Nivel Anticorrupción
- miembro de la Comisión Nacional de Política Criminal
- miembro de la Liga Mundial de Abogados Ambientales

#### Caso la Centralita
En febrero de 2014, el Consejo Nacional de la Magistratura (CNM) inició investigaciones contra Peláez por haber removido a diez fiscales anticorrupción, entre ellos a Yeni Vilcatoma, de las investigaciones por el caso la Centralita en el departamento de Áncash. Finalmente, Peláez quedó exculpado de las investigaciones.
En 2016, Peláez fue cesado del Ministerio Público por límite de edad.
Peláez también se dedicó a la escritura y en 2017 presentó su libro El juicio del siglo, donde detalla sobre el »megajuicio» contra el exdictador Alberto Fujimori por los delitos cometidos durante su gobierno. También se mostró en contra del polémico indulto otorgado a Fujimori por el expresidente Pedro Pablo Kuczynski.

## Otros cargos desarrollados
- Nombrado profesor honorario de la Universidad San Ignacio de Loyola desde marzo de 2014.
- Nombrado profesor honorífico por sus contribuciones al desarrollo de la cátedra del Derecho Por mi raza hablará mi Espíritu, de la Universidad Nacional Autónoma de México (marzo de 2013).
- Representante de la Fiscalía de la Nación ante la Comisión Permanente de Calificación de Indultos de 2004 a 2009.
- Exrepresentante alterno ante la Comisión de Implementación del Nuevo Código Procesal Penal (NCPP).
- Presidente de la Mesa en el Congreso Internacional de Derecho Ambiental, Año VII, Estado de Panamá, Brasil (2005).
- Integrante del Jurado del Concurso de Monografías para Jueces Latino Americanos del Poder Judicial de Brasil sobre Protección del Medio Ambiente (2004).
- Expositor en el Simposio de Jueces y Fiscales de América Latina sobre Medio Ambiente, Buenos Aires, Argentina (2003).

## Fallecimiento
El 5 de febrero de 2024, José Peláez Bardales falleció a los 77 años.

## Libros publicados
- Sobre derecho: La prueba, El Ministerio Público, Manual del Código Procesal Penal, Derecho ambiental, El arbitraje y El fútbol. Un contrato especial de trabajo.
- Sobre literatura: Crónicas chachapoyanas[17] y Recados del tiempo.
- El Juicio del Siglo. El caso Fujimori. Igualdad ante la ley. [18]

## Premios y reconocimientos
- Nombrado Personaje Ilustre por la Municipalidad de Cañete.
- Nombrado Huésped Ilustre y merecedor de la Medalla de la Ciudad por la honorable Municipalidad Provincial de San Román, Juliaca, Puno.
- Nombrado Huésped Ilustre 2007-2010 por la Municipalidad Provincial de Huamanga, Ayacucho.
- Miembro Honorario del Colegio de Abogados de Tacna (2009).
- Condecoración José León Barandiarán, otorgada por la Facultad de Derecho y Ciencia Política de la Universidad Nacional Mayor de San Marcos, por su destacada labor como fiscal supremo de la Primera Fiscalía Suprema Penal (2010).
- Miembro Honorario del Colegio de Abogados de Ayacucho (agosto, 2009).
- Nombrado Personaje Ilustre de la Heroica Ciudad de San Pedro de Tacna, otorgándole la Medalla de la Ciudad el 27 de agosto de 2009.
- Reconocimiento otorgado por la Universidad Nacional Mayor de San Marcos como Egresado Distinguido al celebrarse el Cuadrigentésimo Sexagésimo Aniversario (26 de mayo de 2011).
- Reconocimiento del Gobierno Regional de Lima por su compromiso de gestión, eficiente, eficaz y transparente al frente del Ministerio Público al presidir la Primera Audiencia Pública la cual se realizó en el Distrito Fiscal de Huaura.
- Reconocimiento por su distinguido desempeño como fiscal de la nación y como autor de varias obras entre ellas El Ministerio Público, Manual del Código Procesal Penal y Derecho ambiental, entre otras (febrero de 2012).

## Condecoraciones y distinciones
- Nombrado doctor honoris causa por la Universidad Privada Sergio Bernales (julio, 2009).
- Condecoración José León Barandiarán, otorgada por la Facultad de Derecho y Ciencia Política de la Universidad Nacional Mayor de San Marcos, por su destacada labor como fiscal supremo de la Primera Fiscalía Suprema Penal (11 de marzo de 2010).
- Condecorado con la Medalla de Distinción en Primer Grado por la Universidad Nacional Toribio Rodríguez de Mendoza de Amazonas (el 12 de agosto de 2011).
- Distinción doctor honoris causa otorgada por la Facultad de Derecho de la Universidad Nacional de San Agustín de Arequipa (28 de marzo de 2012)
- Distinción Honorífica, otorgada por la Universidad Nacional de Trujillo de Segundo Grado José Faustino Sánchez Carrión, en mérito a su ilustre trayectoria profesional e importante labor que viene cumpliendo en su gestión al servicio del país.
- Distinción Huésped Ilustre de la Provincia de El Oro de Machala, Ecuador (abril de 2012).
- Distinción honoris causa, otorgada por la Universidad Paulo Freire de México, en reconocimiento a sus méritos profesionales y académicos a sus esfuerzos significativos en la promoción del derecho ambiental en América Latina (octubre de 2012).
- Distinción honoris causa, otorgada por la Universidad Señor de Sipán de la ciudad de Chiclayo, en mérito a su destacada labor profesional, a su producción intelectual, a su contribución con el desarrollo del estudio del derecho y a la administración de justicia a nivel nacional (15 de noviembre de 2012).
- Condecoración doctor honoris causa, otorgada por la Universidad Nacional de Piura, por su reconocida labor académica, profesional, producción intelectual y contribución con el desarrollo del estudio de derecho y a la administración de justicia a nivel nacional (3 de diciembre de 2012).
- Condecoración Gran Almirante Miguel Grau, otorgada por la Universidad Nacional de Piura, por su impecable trayectoria pública al servicio de la administración de la justicia en el Perú (5 de diciembre de 2012).
- Reconocimiento por su labor durante la lucha contra la corrupción, otorgado por la Comisión Anticorrupción de Piura del Frente Cívico de Defensa de los Intereses de Piura (6 de diciembre de 2012).
- Distinción honoris causa conferida por la Universidad Nacional de Tumbes (22 de enero de 2013).
- Reconocimiento a sus méritos y trayectoria profesional otorgado por la Facultad de Derecho de la Universidad de Granada, España (noviembre de 2013).

## Ponencias
- En su condición de fiscal de la nación y por su brillante trayectoria y conocimiento, fue invitado constantemente como expositor ante el Congreso de la República y otras instituciones en temas como lucha contra la corrupción, seguridad ciudadana, entre otros.
- Expositor Internacional sobre Acceso a la Justicia para las Víctimas del Terrorismo (España, el 2011).
- Expositor en el XIII Encuentro Internacional de Derecho Ambiental, desarrollado en Panamá, del 1 al 3 de octubre de 2014.